# March of Crimes
March of Crimes es una banda americana de speedcore formada en  Bainbridge Island, en el estado de Washington por Ben Shepherd en guitarra, Steve Nelson en batería, Andy Carrow en el bajo y Jon Evason (que utilizaba como seudónimo Monkeyseeker) en voces. Stone Gossard y Pete Droge participaron en la banda, pero no se los considera como miembros regulares ni tocaron  alguna vez en un show.
Por su cuenta, produjeron y lanzaron un casete con demos que incluían las canciones "Soup Kitchen" y "Shades of Grey".
Muchos asocian el sonido de la banda con la canción de Soundgarden "HIV Baby", que fue la primera grabación de Shepherd con Soundgarden, quien escribió la música.
Por su parte, Matt Cameron describió a la banda como "extremadamente cruda, puro punk rock de secundaria".